# Jesse González
José Luis „Jesse“ González Gudina (* 25. Mai 1995 in Edenton) ist ein US-amerikanischer Fußballtorhüter mit mexikanischen Wurzeln. Er steht derzeit beim FC Dallas unter Vertrag.

## Karriere

### Jugend
Der in Edenton, North Carolina aufgeborene González wuchs in Texas auf und spielte in seiner Jugend für Klub aus Dallas mit dem Namen C.D. Independiente. 2011 wechselte er in die Jugendakademie des FC Dallas.

### Vereinskarriere
Am 25. März 2013 unterzeichnete Gonzalez einen Profivertrag nach der Homegrown Player Rule beim FC Dallas.
Im August 2015 wurde Gonzalez für ein Spiel an die Pittsburgh Riverhounds ausgeliehen und kehrte danach in den Kader des FC Dallas zurück.

### Nationalmannschaft
González war für mehrere mexikanische Jugendnationalmannschaften aktiv. Mit der U-20 Nationalmannschaft nahm er 2015 an der CONCACAF U-20-Meisterschaft und der U-20-Fußball-Weltmeisterschaft teil.
Am 3. Juni 2017 wurde er von US-Nationaltrainer Bruce Arena in den erweiterten Kader der US-amerikanischen Fußballnationalmannschaft für den CONCACAF Gold Cup 2017 berufen. Am 29. Juni 2017 wurde sein Wechsel vom mexikanischen zum US-amerikanischen Verband von der FIFA genehmigt. Beim Gold Cup kam er nicht zum Einsatz, war aber Bestandteil des 23-köpfigen Kaders, welche schließlich in der Finalrunde des Turniers spielte.